# Froher Tag, verlangte Stunden
Froher Tag, verlangte Stunden (in tedesco, "Giorno felice, ore desiderate") BWV Anh 18 è una cantata di Johann Sebastian Bach.

## Storia
Bach compose la cantata Froher Tag, verlangte Stunden per l'inaugurazione della rinnovata Thomasschule di Lipsia e la prima esecuzione avvenne il 5 giugno 1732. Il testo, in dieci movimenti, è di Johann Heinrich Winckler. La musica è andata perduta, ma il coro di apertura venne utilizzato da Bach come modello per l'inizio della cantata Lobet Gott in seinen Reichen BWV 11.

## Struttura
La cantata è suddivisa in dieci movimenti:
1. Froher Tag, verlangte Stunden.
2. Wir stellen uns jetzt vor.
3. Väter unsrer Linden-Stadt.
4. Begierd und Trieb zum Wissen.
5. So lasst uns durch Reden und Mienen entdecken.
6. Geist und Seele sind begierig.
7. So groß ist Wohl und Glück.
8. Doch man ist nicht frey und los.
9. Wenn Weisheit und Verstand.
10. Ewiges Wesen, das alles erschafft.